# Anneisha McLaughlin-Whilby
Anneisha McLaughlin (née le 6 janvier 1986 à Manchester) est une athlète jamaïcaine spécialiste du 200 mètres.

## Biographie
Participant dès l'âge de quatorze ans aux Championnats du monde junior 2000 de Santiago du Chili, Anneisha McLaughlin remporte sa première médaille au niveau international en se classant deuxième du relais 4 × 400 m derrière l'équipe du Royaume-Uni. Deux ans plus tard, lors de l'édition suivante disputée à Kingston, elle remporte la médaille d'argent du 200 m en descendant pour la première fois de sa carrière sous la barrière des 23 secondes (22 s 94). Elle s'adjuge également lors de cette compétition le titre mondial du relais 4 × 100 m. Elle tarde néanmoins à confirmer son potentiel en catégorie sénior, ne parvenant pas à améliorer sa meilleure performance sur 200 m jusqu'en 2009.
Sélectionnée pour les Championnats du monde de Berlin en 2009, Anneisha McLaughlin se classe cinquième de la finale du 200 m en 20 s 62 après avoir amélioré son record personnel en demi-finale (22 s 55)

## Palmarès
| Date | Compétition                        | Lieu              | Résultat | Épreuve   |
| ---- | ---------------------------------- | ----------------- | -------- | --------- |
| 2000 | Championnats du monde juniors      | Santiago du Chili | 2e       | 4 × 400 m |
| 2001 | Championnats du monde cadets       | Debrecen          | 3e       | 400 m     |
| 2002 | Championnats du monde juniors      | Kingston          | 2e       | 200 m     |
| 2002 | Championnats du monde juniors      | Kingston          | 1re      | 4 × 100 m |
| 2003 | Championnats panaméricains juniors | Bridgetown        | 2e       | 4 x 100 m |
| 2003 | Championnats du monde cadets       | Sherbrooke        | 1re      | 200 m     |
| 2004 | Championnats du monde juniors      | Grosseto          | 2e       | 200 m     |
| 2004 | Championnats du monde juniors      | Grosseto          | 2e       | 4 × 100 m |
| 2005 | Championnats panaméricains juniors | Windsor           | 1re      | 200 m     |
| 2007 | Championnats NACAC                 | San Salvador      | 1re      | 4 x 100 m |
| 2009 | Championnats du monde              | Berlin            | 5e       | 200 m     |
| 2011 | Universiade                        | Shenzhen          | 1re      | 200 m     |
| 2011 | Universiade                        | Shenzhen          | 3e       | 4 x 100 m |
| 2012 | Ligue de diamant                   | Ligue de diamant  | 3e       | 200 m     |
| 2014 | Championnats du monde en salle     | Sopot             | 2e       | 4 x 400 m |
| 2014 | Relais mondiaux de l'IAAF          | Nassau            | 3e       | 4 × 200 m |
| 2016 | Jeux olympiques                    | Rio de Janeiro    | 2e       | 4 x 400 m |
| 2017 | Relais mondiaux de l'IAAF          | Nassau            | 3e       | 4 × 400 m |

## Records
| Épreuve | Temps   | Lieu         | Date         |
| ------- | ------- | ------------ | ------------ |
| 100 m   | 11 s 23 | Kingston     | 18 mai 2013  |
| 200 m   | 22 s 54 | Haldensleben | 22 août 2010 |
| 400 m   | 50 s 76 | Kingston     | 25 juin 2017 |